# Rafael Ramón Conde Alfonzo
Rafael Ramón Conde Alfonzo  (Caracas, 13 de julio de 1943-Maracay, Estado Aragua, 10 de diciembre de 2020), fue un obispo católico venezolano. Fue el IV Obispo de la Diócesis de Margarita y fue el V Obispo  de la Diócesis de Maracay.

## Biografía
Mons. Rafael Ramón Conde Alfonzo nació en Caracas el 13 de julio de 1943, al igual que su hermana María Antonia. Sus padres fueron Quintín Conde y Ramona Alfonzo de Conde. 

### Estudios
Su educación primaria la realizó en la escuela "Enrique Chaumer" de la localidad de Lídice en Caracas. A la edad de 12 años, ingresó al seminario menor de Caracas, donde culminó el bachillerato en humanidades. Luego, entró en el Seminario Mayor Interdiocesano "Santa Rosa de Lima" de Caracas para los estudios de filosofía y Teología. En 1967, después de su ordenación diaconal —dado que no tenía la edad para ser ordenado sacerdote, ya que culminó sus estudios a los 22 años de edad— fue enviado a Roma donde obtuvo la Licenciatura en Derecho Canónico en la Pontificia Universidad Gregoriana de Roma.

## Sacerdocio

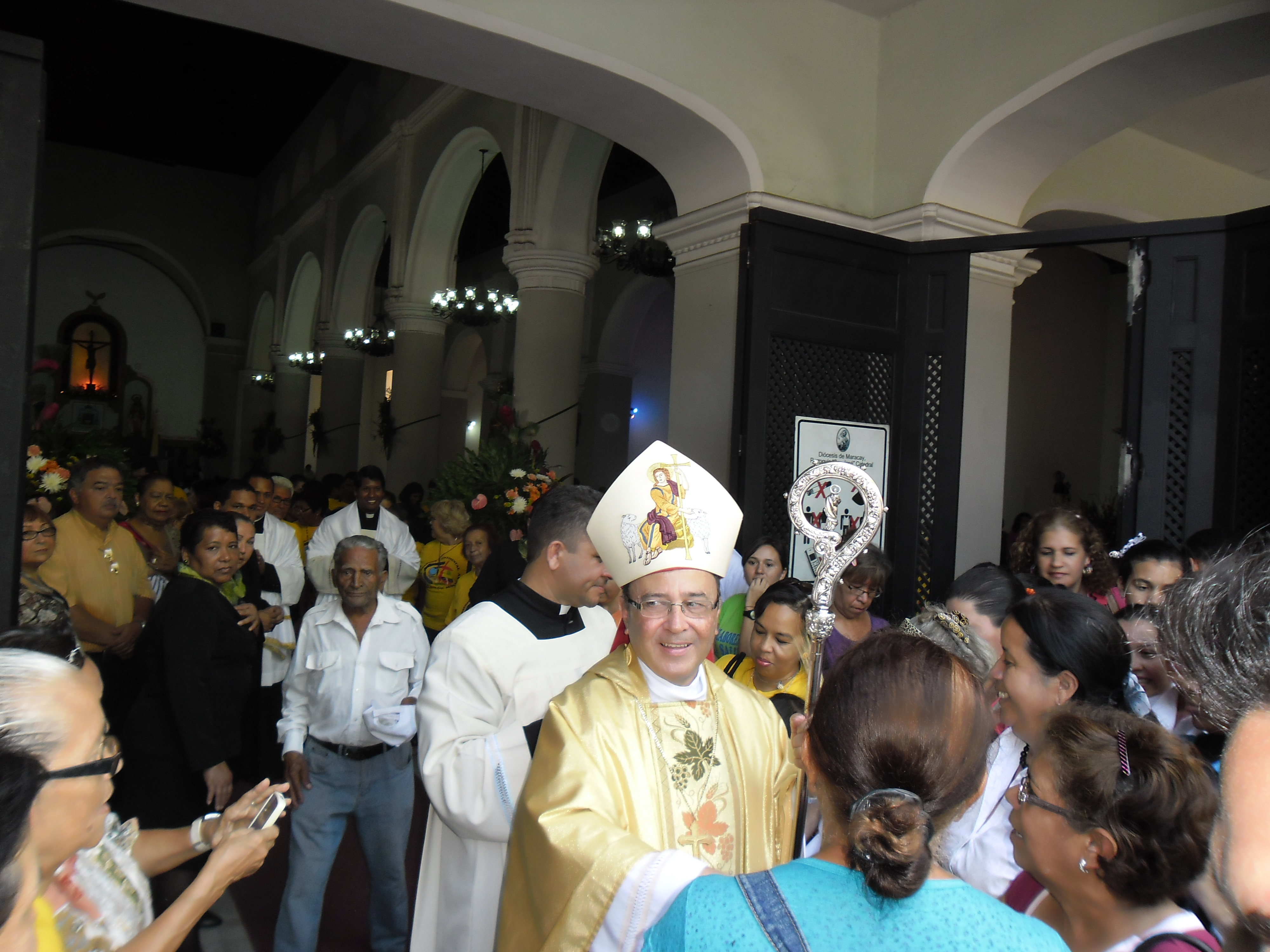
Rafael Ramón Conde Alfonzo en la Misa Crismal.

A su regreso a Venezuela, recibió la ordenación sacerdotal el 8 de diciembre de 1968, por imposición de manos y oración consecratoria de Su Eminencia Cardenal José Humberto Quintero, Arzobispo de Caracas, incardinándose a la Arquidiócesis de Caracas. 

### Cargos
Durante su ministerio sacerdotal ejerció funciones como:
- Vicerrector del seminario San José en El Hatillo.
- Profesor de Derecho Canónico en el mismo Seminario.
- Canciller de la Curia Arquidiocesana.
- Notario del Tribunal eclesiástico.
- Deán de la Iglesia Catedral de Caracas.
- Miembro de la Comisión Nacional de Codificación.
- Jurisprudencia y Legislación del Ministerio de Justicia.
- Vicario judicial del Tribunal eclesiástico.
- Miembro del Colegio de consultores y Consejo Presbiteral.

## Episcopado
El 2 de diciembre de 1995, el Santo Padre Juan Pablo II lo nombró Obispo Titular de Bapara Obispo Auxiliar de la Arquidiócesis de Caracas. 
Recibió la ordenación episcopal en la Basílica de San Pedro en la ciudad de Roma, en Italia, el 6 de enero de 1996.
- Consagrante principal:
  - El Papa Juan Pablo II
- Concelebrantes asistentes:
  - Excmo. Mons. Giovanni Battista Re, Arzobispo titular de Forum Novum.
  - Excmo. Mons. Arzobispo Jorge María Mejía, Arzobispo titular de Apolonia.

### Obispo Coadjutor de la Diócesis de La Guaira
El 21 de agosto de 1997, el Papa Juan Pablo II lo nombró Obispo Coadjutor de la Diócesis de La Guaira.

### Obispo de la Diócesis de Margarita
El 8 de marzo de 1999, el Papa Juan Pablo II lo nombró IV Obispo de la Diócesis de Margarita, tomando posesión canónica el 15 de mayo de ese mismo año.

### Obispo de la Diócesis de Maracay
El 12 de febrero de 2008, el Papa Benedicto XVI lo nombró V Obispo de la Diócesis de Maracay. Tomó posesión de la misma el 28 de abril del mismo año. 
El 13 de julio de 2018, presentó su renuncia como Obispo de la Diócesis de Maracay al cumplir los 75 años de edad, dando así cumplimiento al canon  401 del Código de Derecho Canónico el cual establece que “al obispo diocesano que haya cumplido 75 años de edad se le ruega que presente la renuncia de su oficio al Sumo Pontífice, el cual proveerá teniendo en cuenta todas las circunstancias”.
La dimisión fue aceptada el 19 de julio de 2019, por el Papa Francisco.

## Otros cargos como obispo
En su ministerio episcopal desempeñó diversos cargos y fue integrante de la Comisión episcopal de Gerencia, Planificación, Administración y Asuntos Jurídicos y de la Comisión Episcopal para el Colegio Venezolano en Roma.

## Fallecimiento
Murió el día jueves 10 de diciembre del año 2020 en la ciudad de Maracay, Estado Aragua, a la edad de 77 años, tras padecer de cáncer de próstata. Fue enterrado en la Catedral de Maracay.

## Sucesión apostólica
Como obispo transmitió como sucesor de los apóstoles la misión de gobernar y santificar la Iglesia con la imposición de manos. Por tanto el Monseñor Rafael Conde impuso las manos como ordenante principal a los siguientes obispos:
- Mons. Jaime José Villarroel Rodríguez. Obispo de la Diócesis de Carúpano.